# Gerbamont
Gerbamont ([ʒɛʁbaˈmɔ̃] , 1796 noch mit der Schreibweise Gerbamont le Jol) ist eine französische Gemeinde mit 353 Einwohnern (Stand: 1. Januar 2022) im Département Vosges in der Region Grand Est. Sie gehört zum Arrondissement Épinal (bis 2024 Saint-Dié-des-Vosges) und ist Mitglied im Gemeindeverband Communauté de communes des Hautes Vosges. Die Bewohner werden Gerbamontois und Gerbamontoises genannt.

## Geografie
Die Gemeinde Gerbamont liegt am Fluss Bouchot in den Vogesen, 15 Kilometer östlich der Stadt Remiremont.
Das 9,69 km² umfassende Gemeindegebiet von Gerbamont erstreckt sich über ein Hochtal, das von den Bouchot-Nebenflüssen La Goutte Mathias und Ruisseau de Peute Goutte gebildet wird und in Richtung Westen über einen niedrigen Sattel zum Moselottetal öffnet. Das verstreute Siedlungsgebiet zieht sich vornehmlich an West- und Nordwesthängen entlang. Etwa die Hälfte des Gemeindeareals besteht aus Wäldern, der größte zusammenhängende Forst ist der Forêt de Noire Goutte im Nordosten. Hier wird mit dem 1028 m hohen Roche Saint-Jacques der höchste Punkt der Gemeinde erreicht. Nahe der Goutte Mathias-Quelle im Süden der Gemeinde erfolgt der Übergang über den Sattel Col du Haut de Fouchure (790 m) zum Tal des Ruisseau de Basse-sur-le-Rupt, der in Richtung Westen zum Tal der Moselotte führt.
Aus klimatischen Gründen gibt es nur in den tiefer gelegenen Talregionen einige Ackerflächen, es dominieren stattdessen Wiesen- und Weidegebiete bis in Höhenlagen von 700 Metern über dem Meer.
Nachbargemeinden von Gerbamont sind Sapois im Norden, Rochesson im Osten, Basse-sur-le-Rupt im Süden sowie Vagney im Westen.

## Geschichte
Das Gebiet zwischen Vagney und Gérardmer wurde durch Rodungen ab dem 7. Jahrhundert langsam besiedelt. Dabei spielten wie im gesamten Vogesenraum Mönche und Klostergründungen eine zentrale Rolle. Gerbamont war Teil des großflächigen Ban de Vagney, zu dem auch die heute selbständigen Gemeinden Vagney, Sapois, Basse-sur-le-Rupt, Saint-Amé und Saulxures zählten. Der Ban de Vagney war je zur Hälfte den Herzögen von Lothringen und dem Kapitel von Remiremont unterstellt.
Die Kapelle Saint-Desle (nach dem Heiligen Deicola, auch Deel, Deicolus, Deille, Delle oder Dichul genannt) wurde 1716 gebaut. Für zwei Jahrhunderte war Gerbamont ein kleiner Wallfahrtsort.

### Bevölkerungsentwicklung
| Jahr      | 1962 | 1968 | 1975 | 1982 | 1990 | 1999 | 2006 | 2014 | 2021 |
| Einwohner | 276  | 286  | 249  | 238  | 297  | 310  | 325  | 368  | 353  |

Im Jahr 1841 wurde mit 603 Bewohnern die bisher höchste Einwohnerzahl ermittelt. Die Zahlen basieren auf den Daten von cassini.ehess und INSEE.

## Sehenswürdigkeiten
- Kapelle Saint-Del
- Wegkreuz

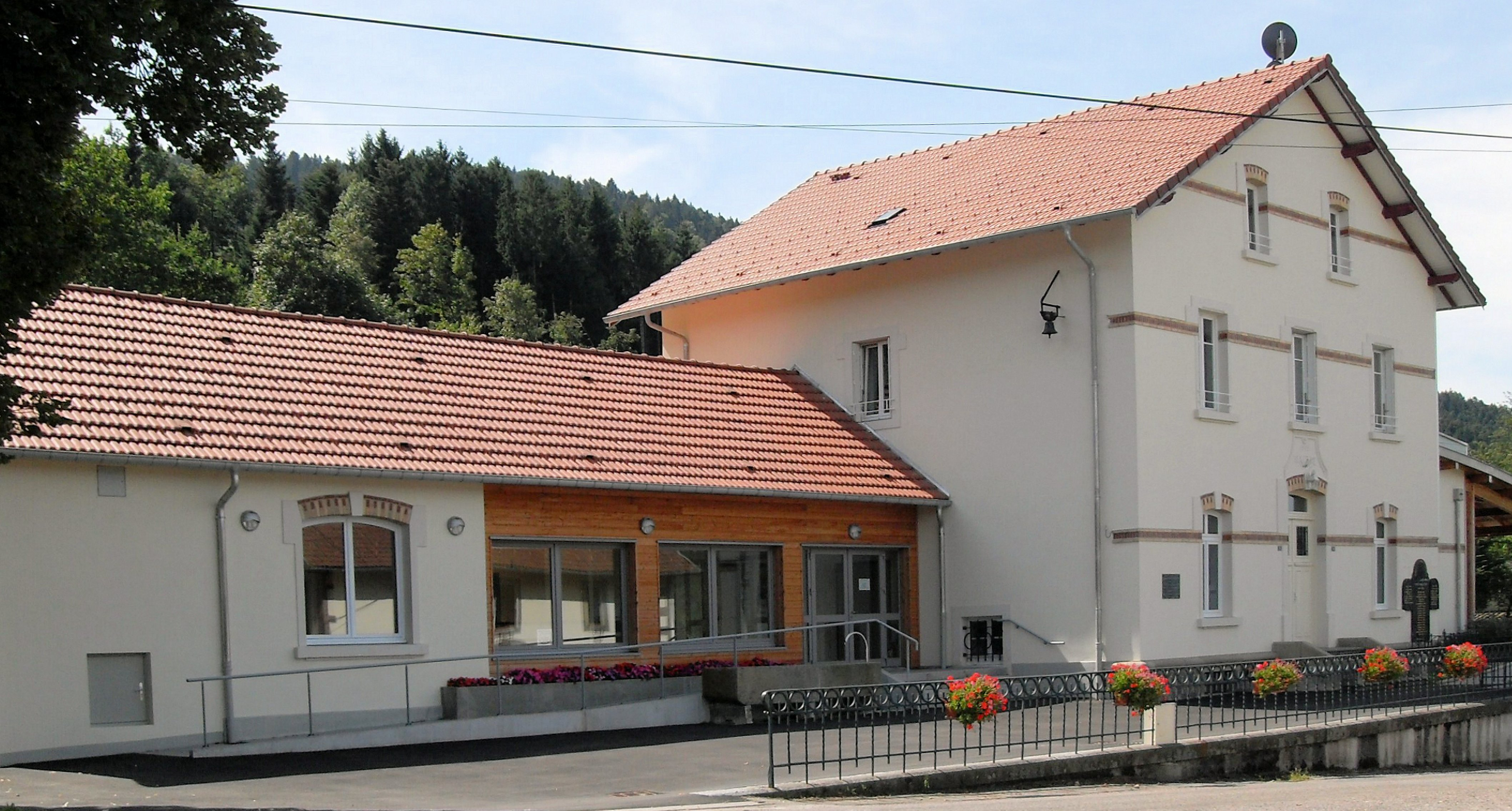
Mairie Gerbamont
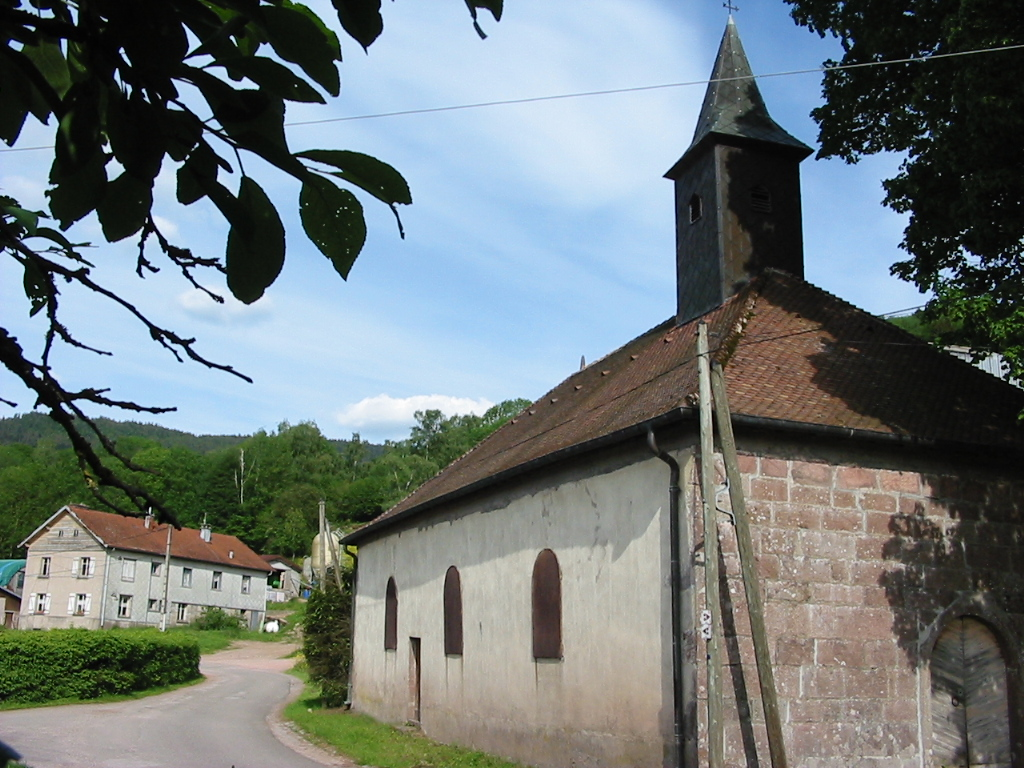
Kapelle Saint-Del
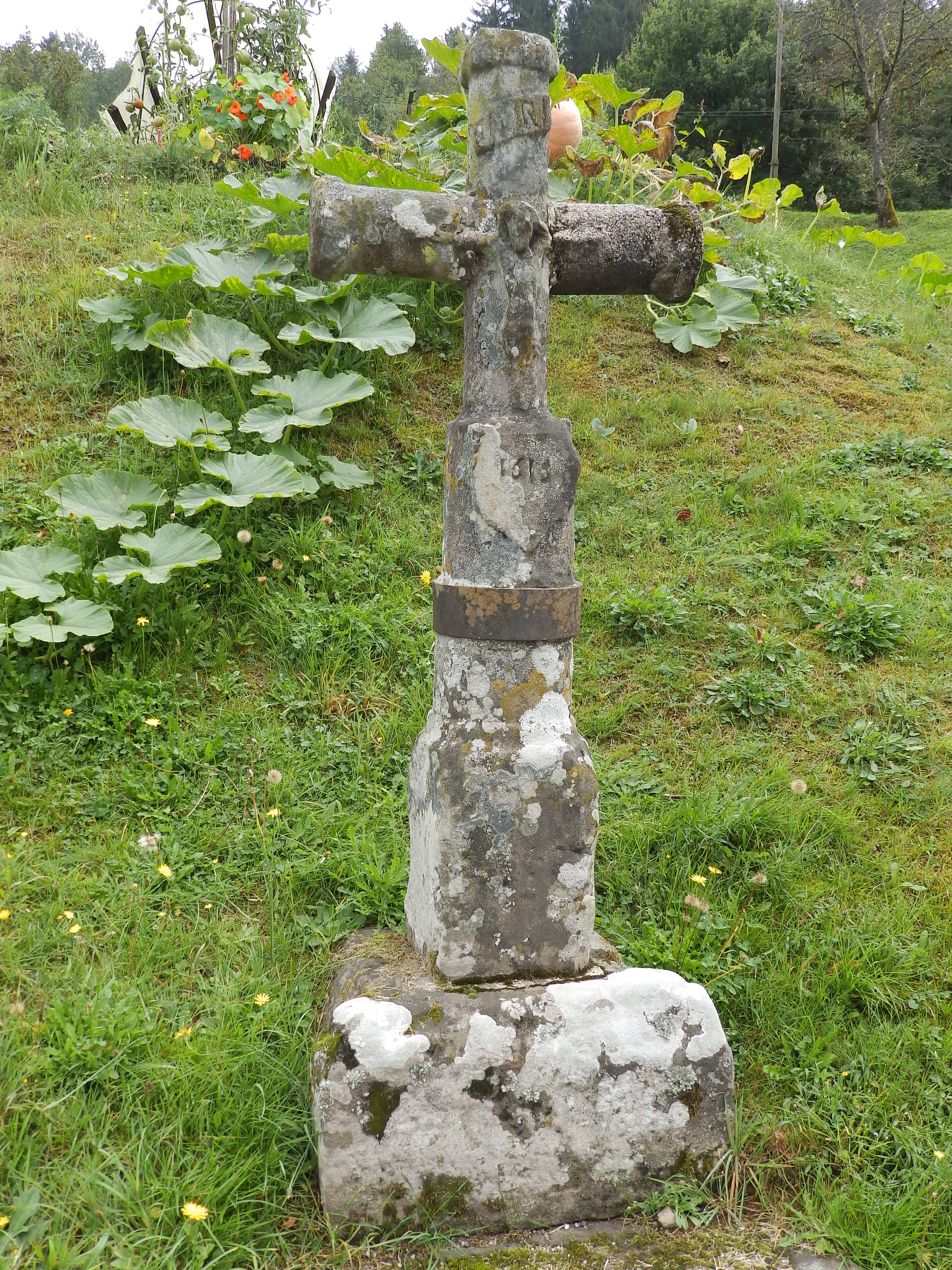
Wegkreuz

## Wirtschaft und Infrastruktur
In Gerbamont sind neben einem Sägewerk kleinere Handwerksbetriebe ansässig. In den letzten Jahren sind die touristischen Angebote in Gerbamont erweitert worden. So sind viele einzeln stehende Ferienhäuser entstanden. In der Gemeinde Gerbamont sind 19 Landwirtschaftsbetriebe ansässig (Milchwirtschaft, Pferde-, Rinder- und Geflügelzucht, Schweine-, Schaf- und Ziegenhaltung). Ein Teil der Bewohner pendelt in die nahegelegenen Industrieorte. 

### Verkehrsanbindung
Gerbamont ist durch Nebenstraßen mit seinen vier Nachbargemeinden verbunden. Ein Anschluss an die autobahnartig ausgebaute RN 66 von Épinal nach Mülhausen besteht 15 Kilometer westlich von Gerbamont.

## Belege
1. ↑  Ortsname auf cassini.ehess.fr
2. ↑  Gerbamont auf cassini.ehess
3. ↑  Gerbamont auf INSEE
4. ↑  Landwirtschaftsbetriebe auf annuaire-mairie.fr (französisch)